# Tjörnrundan
Tjörnrundan är ett cykellopp som går på ön Tjörn. Det första loppet började redan år 1972, och höll på fram till 2001. 2010 startade det igen, den 14 augusti. Tjörnrundan är ungefär 5 mil långt. Rekordet för Tjörnrundan  har Gösta "Fåglum" Pettersson, 1 timme och 4 minuter.